# 索尔费里诺广场
45°04′08″N 7°40′38″E / 45.06892°N 7.67714°E

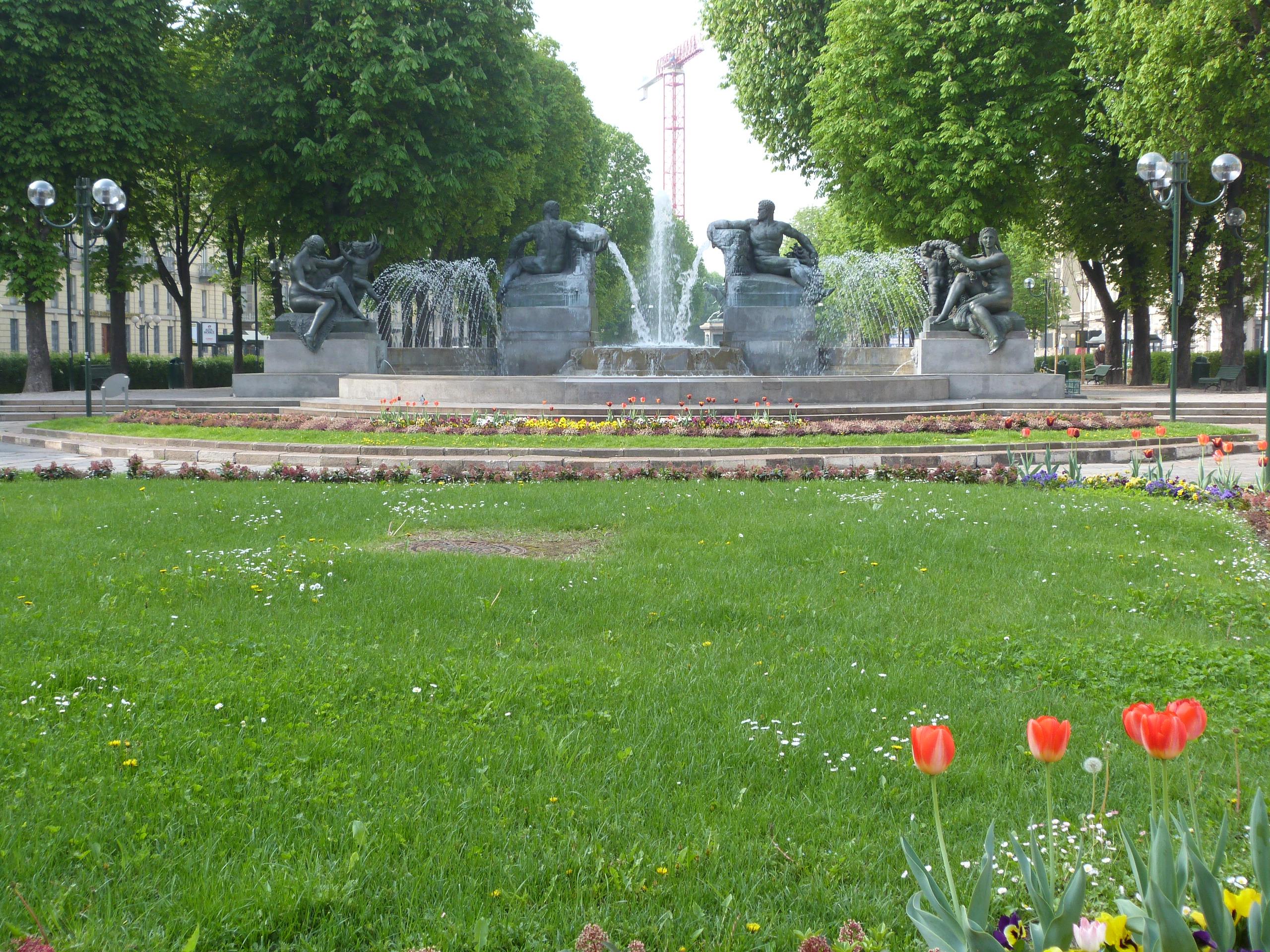

索尔费里诺广场（Piazza Solferino）是意大利都灵市中心的一个广场，有多条街道在此交汇：彼得罗·米卡街、圣德肋撒街、阿尔菲里街、拉斯卡里斯街、总教区街、贝尔托拉街、詹诺内街和切尔纳亚街等。
广场得名于曼托瓦省市镇索尔费里诺，以及1859年6月24日的索尔费里诺战役，法国-皮埃蒙特军队在第二次意大利独立战争期间击败奥地利军队。
广场上除了有价值的十九世纪的建筑，还有该市最受欢迎的剧院之一维托里奥·阿尔菲里剧院。